# Gore (gmina Idrija)
Gore – wieś w Słowenii, w gminie Idrija. W 2018 roku liczyła 117 mieszkańców.